# لوري مورغان
لوري مورغان (بالإنجليزية: Laurie Morgan)‏ هو سياسي بريطاني، ولد في 17 ديسمبر 1930 في لندن في المملكة المتحدة، وتوفي في 18 يناير 2018. انتخب كبير الوزراء غيرنزي ‏ (مايو 2004 – 31 يناير 2007).